# Minquiers
Le Minquiers (in francese Les Minquiers, nel dialetto jèrriais Les Mîntchièrs , note come the Minkies nell'inglese parlato localmente) sono un gruppo di isole e scogli, circa 15 km a sud di Jersey, al cui baliato appartengono. 
Sono amministrate dalla parrocchia civile di Grouville, e dalla sua vingtaine La Rocque.
La piattaforma rocciosa attorno alle Minquiers ha una superficie maggiore di quella della stessa Jersey, ma con l'alta marea solo alcune delle sommità più elevate restano fuori dal pelo dell'acqua. La maggiore di queste è la Maîtresse Île, lunga 99 m e larga 49, che ospita circa dieci casette in pietra in vari stati di conservazione. Si tratta degli edifici più meridionali delle Isole Britanniche, ma non hanno abitanti permanenti, sebbene in estate vi sbarchino pescatori, raccoglitori di vraic (alghe usate come fertilizzanti), velisti, canoisti e persino radioamatori.

## Denominazione
L'etimologia del nome è controversa, e potrebbe derivare sua dal bretone minihi, che significa "santuario", o da minkier, che significa "pescivendolo".

## Geografia

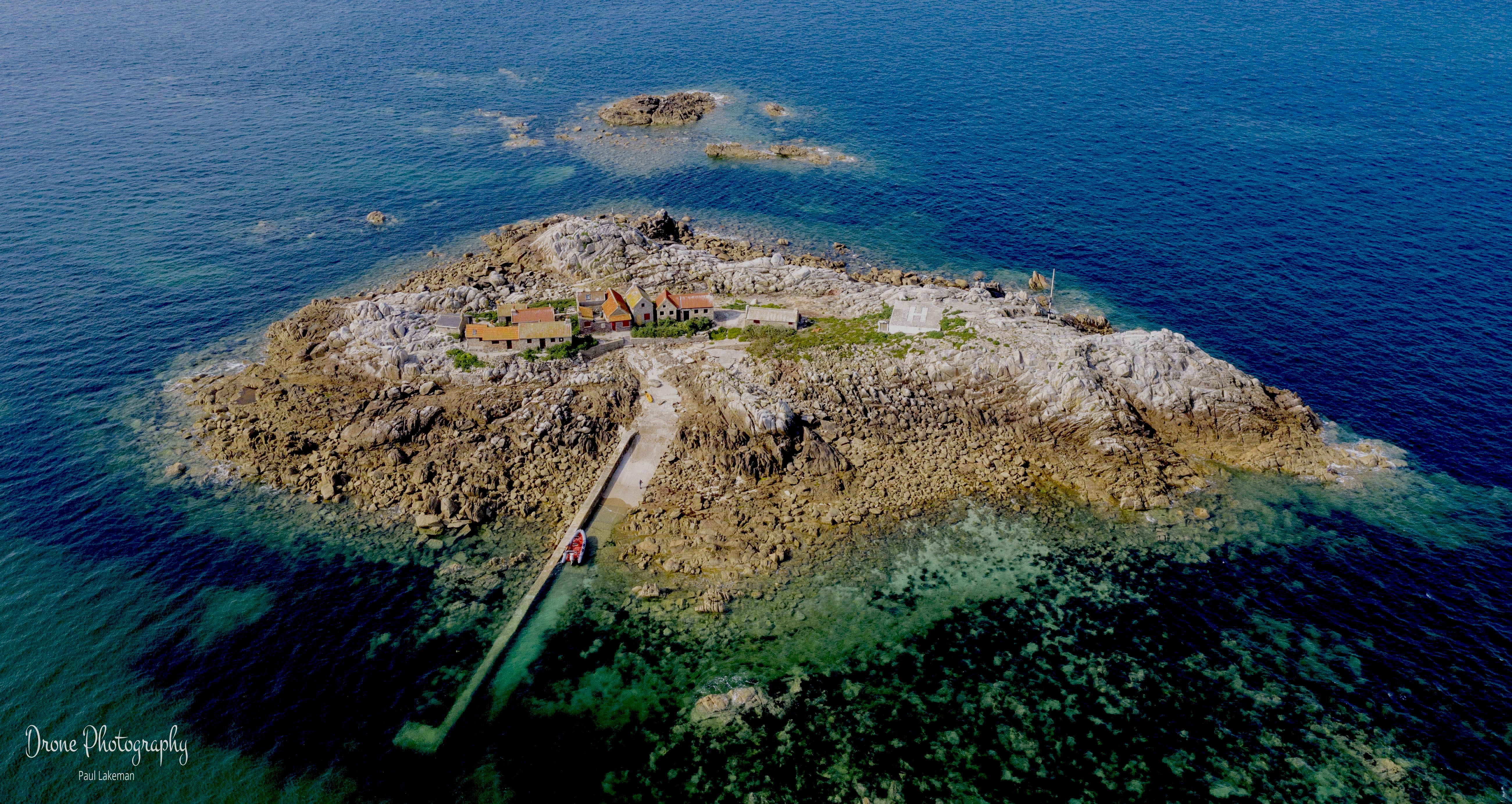
Immagine dal drone

Migliaia di anni fa, durante l'ultima era glaciale quando il livello dei mari era inferiore, quelle che adesso costituiscono le isole del Canale emergevano da un bassopiano che collegava il continente europeo con l'Inghilterra meridionale.

### Isole
Le isole più importanti del gruppo sono:
- Maîtresse Île / Maîtr' Île
- Les Maisons

Altre comprendono:
- Le Niêsant
- Les Faucheurs
- La Haute Grune

### Tutela dell'ambiente
Le Minquiers sono state designate come aree protette dalla convenzione di Ramsar.

## Storia
Nel 933 d.C., il Ducato di Normandia annetté le isolette, assieme alle altre isole del Canale e alla penisola del Cotentin. Dopo che il duca Guglielmo il Conquistatore s'impadronì dell'Inghilterra nel 1066, le isole restarono unite al ducato finché il re di Francia Filippo Augusto non conquistò la parte continentale della Normandia nel 1204. Nel 1259 Enrico III porse i suoi omaggi al re francese per le isole del Canale. Edoardo III, nel trattato di Brétigny del 1360, rinunciò alle sue rivendicazioni sulla corona di Francia e sulla Normandia, ma si riservò vari altri territori, tra i quali le isole del Canale.
L'edizione del 1911 dell'Enciclopedia Britannica riporta che la Maîtresse Île "assicura ai pescatori un luogo di sbarco e riparo."
Alla fine della Seconda guerra mondiale, una piccola compagnia di soldati della Wehrmacht fu tra le ultime ad arrendersi. Il 23 maggio 1945, oltre due settimane dopo la fine della guerra in Europa, un peschereccio francese, comandato da Lucian Marie, si avvicinò alla Maîtresse Île e vi gettò l'ancora. Un soldato tedesco armato gli si avvicinò e chiese aiuto dicendo: "Ascoltate, francesi... Gli inglesi si sono dimenticati di noi. Forse nessuno a Jersey ha detto loro che siamo qui. Non ce la facciamo più, stiamo finendo le scorte di acqua e cibo. Dovete aiutarci... Portateci in Inghilterra, vogliamo arrenderci".
Nel luglio del 1970, l'ex primo ministro francese Félix Gaillard, che ricoprì la carica nel 1957-1958, scomparve durante una crociera sullo yacht; il cuo corpo fu ritrovato nel mare al largo delle Minquiers alcuni giorni dopo.
Nell'agosto 2018, uno dei venti edifici sulle isole fu venduto a privati tramite un'agenzia di Jersey. In cinquant'anni si sono registrate solo cinque compravendite.

### Status legale
Nel 1950, il Regno Unito e la Francia si rivolsero alla Corte Internazionale di Giustizia (CIG) per colloqui amichevoli allo scopo di decidere a quale nazione dovessero appartenere le isole Minquiers ed Ecrehos. I francesi pescavano nelle loro acque, ma Jersey esercitava vari diritti amministrativi. La CIG prese in considerazione i documenti storici, e nella sua sentenza del 17 novembre 1953 attribuì le isole a Jersey (rappresentata dal Regno Unito).
Nel 1998, alcuni francesi "invasero" le Minquiers per conto del Regno di Araucanía e Patagonia come "ritorsione" per l'occupazione britannica delle isole Falkland, replicando un gesto analogo compiuto nel 1984 dallo scrittore francese Jean Raspail. Lo Union Jack fu ripristinato il giorno successivo.

## Nella letteratura
Le Minquiers sono citate da Victor Hugo nel suo romanzo I lavoratori del mare. Egli menziona quanto possano essere insidiose per i naviganti, e afferma che la loro area complessiva è maggiore di quella della stessa Jersey. Hugo visse a Guernsey e a Jersey per vari periodi della sua vita, così conosceva bene la situazione locale.
La disputa anglo-francese sulle Minquiers è un elemento della trama del romanzo di Nancy Mitford Don't Tell Alfred, come un motivo di disputa tra le "due vecchie signore" - Francia e Gran Bretagna.
Le Minquiers compaiono nel romanzo d'avventure sui mari Il naufragio del Mary Deare di Hammond Innes, e della sua trasposizione cinematografica del 1959 I giganti del mare.

## Galleria d'immagini

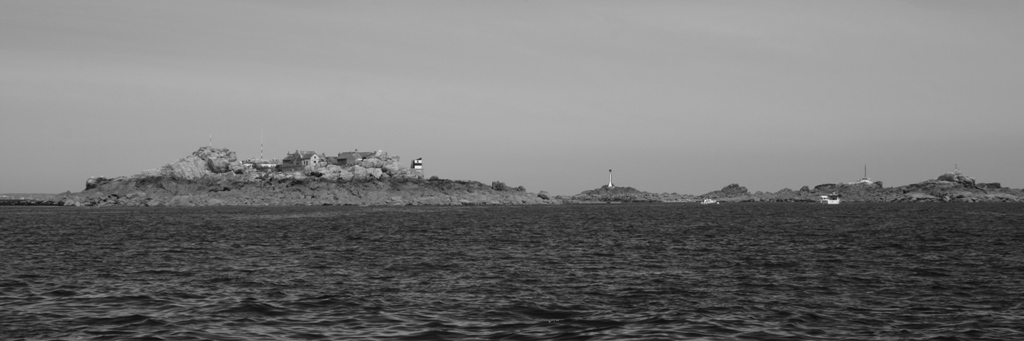
Vista delle Minquiers da un bacino interno a sud.
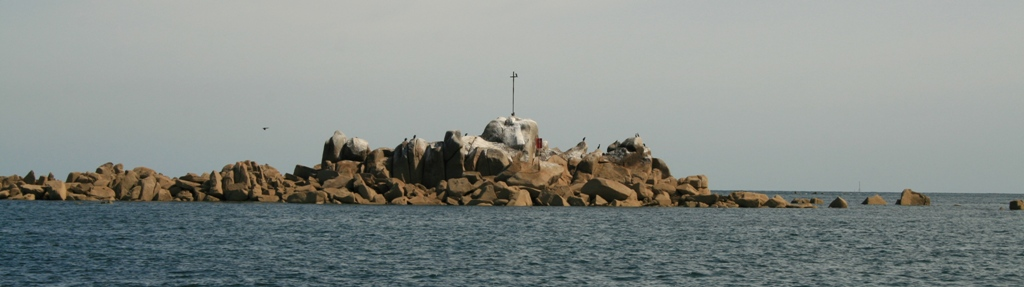
Vista delle Minquiers da un bacino interno a sud.
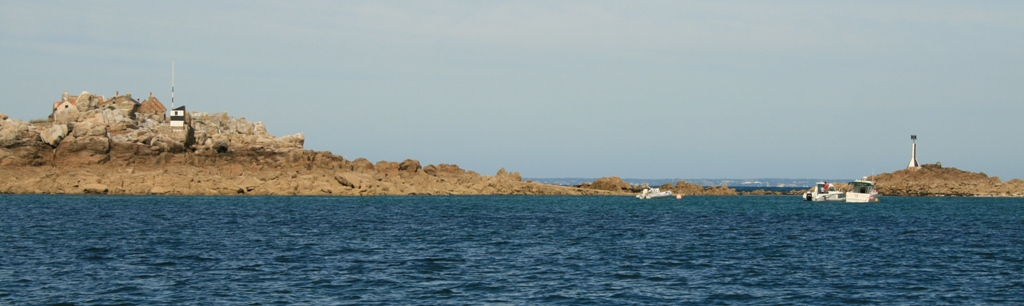
Vista delle Minquiers da un bacino interno a sud.